# Zodia Fecioarei
Zodia Fecioarei este un film românesc din 1967 regizat de Manole Marcus. Rolurile principale au fost interpretate de actorii Gilda Marinescu, Cristea Avram și Ioana Bulcă.

## Prezentare
"Regizorul Manole Marcus a realizat pe un scenariu de Mihnea Gheorghiu Zodia fecioarei, o trimitere spre mit, pe un fond de aspru realism psihologic. O dramă modernă, de fapt drama unei familii dobrogene, este suprapusă peste un fond antic (un carnaval prilejuit de anotimpul recoltei, cu obârșii străvechi), însuși deznodământul intrând în zodia predestinărilor fatidice". Călin Căliman, 2000 ("Istoria filmului românesc")

## Distribuție
Distribuția filmului este alcătuită din:
- Gilda Marinescu — Sabina, soția lui Lut și mama Ditei
- Cristea Avram — Lut, soțul Sabinei
- Ioana Bulcă — felcerița Midia, mama lui Dionis
- Mircea Bașta — zootehnistul tătar Tekir, soțul Midiei
- Ana Széles — Dita, fiica Sabinei
- Sorin Postelnicu — Dionis, fiul Midiei
- Peter Paulhoffer — marinarul Marin, interpretul lui Neptun
- Mania Antonova — mătușa Hera (Hariclea), fostă moașă, mama lui Tekir și soacra Midiei
- Radu Cazan — tânărul care-l interpretează pe Jupiter
- Constantin Codrescu — preotul Arghir, fratele Sabinei
- Omer Ismet — Cristea, băiatul surdo-mut al Sabinei și al lui Lut
- Jorj Voicu — regizorul spectacolului de Ziua Recoltei
- Cristina Minculescu
- Jean Constantin — instructorul de dansuri populare
- Alexandra Polizu
- Silvia Fulda — dada Maria
- Ottilia Borbáth — fată blondă din cor
- Ina Don
- Mária Rácz
- Haralambie Polizu — nuntașul bătrân
- Ileana Popovici — fată șatenă din cor

## Primire
Filmul a fost vizionat de 1.466.542 de spectatori în cinematografele din România, după cum atestă o situație a numărului de spectatori înregistrat de filmele românești de la data premierei și până la data de 31 decembrie 2014 alcătuită de Centrul Național al Cinematografiei.